# 3-Izopropilmalatna dehidrataza
3-Izopropilmalatna dehidrataza (EC 4.2.1.33, (2R,3S)-3-izopropilmalatna hidrolijaza, beta-izopropilmalatna dehidrataza, izopropilmalatna izomeraza, alfa-izopropilmalatna izomeraza, 3-izopropilmalatna hidrolijaza) je enzim sa sistematskim imenom (2R,3S)-3-izopropilmalat hidrolijaza (formira 2-izopropilmaleat). Ovaj enzim katalizuje sledeću hemijsku reakciju
()-3-izopropilmalat {\displaystyle \rightleftharpoons } (2S)-2-izopropilmalat (sveukupna reakcija)
(1a) ()-3-izopropilmalat {\displaystyle \rightleftharpoons } 2-izopropilmaleat + 2O
(1b) 2-izopropilmaleat + 2O {\displaystyle \rightleftharpoons } (2)-2-izopropilmalat
Ovaj enzim učestvuje u biosintezi leucina.

## Literatura
- Nicholas C. Price; Lewis Stevens (1999). Fundamentals of Enzymology: The Cell and Molecular Biology of Catalytic Proteins (Third изд.). USA: Oxford University Press. ISBN 019850229X.
- Eric J. Toone (2006). Advances in Enzymology and Related Areas of Molecular Biology, Protein Evolution (Volume 75 изд.). Wiley-Interscience. ISBN 0471205036.
- Branden C; Tooze J. Introduction to Protein Structure. New York, NY: Garland Publishing. ISBN 0-8153-2305-0.
- Irwin H. Segel. Enzyme Kinetics: Behavior and Analysis of Rapid Equilibrium and Steady-State Enzyme Systems (Book 44 изд.). Wiley Classics Library. ISBN 0471303097.

## Spoljašnje veze
- 3-isopropylmalate+dehydratase на 